# 上海人民出版社
31°14′07″N 121°28′38″E / 31.23528°N 121.47710°E
上海人民出版社成立于1951年，总部位于上海闵行区号景路159弄世纪出版园，是一家出版各学科各专业图书的综合性出版机构，现为上海世纪出版集团成员单位。

## 历史
上海人民出版社的前身是华东人民出版社，1951年3月由新华书店华东总分店编辑部和出版部组成，隶属中共中央华东局宣传部，当时社址位于新乡路1号。1951年7月，华东人民出版社社址迁至绍兴路54号。1951年8月，华东画报社并入华东人民出版社，增设美术编辑部。1952年8月，华东人民出版社美术编辑部划出，另行成立独立建制的华东人民美术出版社（现上海人民美术出版社）；文艺等其他出书业务划给其他出版社。1955年1月，华东大行政区撤销，华东人民出版社改为上海人民出版社。
文革期间，上海市出版局和各出版社被合并为一个大社，对外仍称上海人民出版社。
文革结束后，上海出版系统恢复原建制。2001年4月，上海人民出版社迁往福建中路193号上海书城。2021年9月，上海人民出版社迁往闵行区号景路159弄世纪出版园。

## 关联机构
- 学林出版社
- 上海远东出版社
- 上海书店出版社
- 格致出版社
- 北京世纪文景文化传播有限公司
- 《理财周刊》社

## 荣誉
- 2000年，被中共中央宣传部和中华人民共和国新闻出版总署评为「全国优秀出版社」
- 2002年，中华人民共和国新闻出版总署批准公布的“全国国民阅读与购买倾向抽样调查”中荣列“全国读者最喜欢的八家出版社”之首